# Адиантум
Адиа́нтум (лат. Adiántum), или курча́вый па́поротник, или адиа́нт — род папоротников, принадлежащий монотипному семейству Adiantaceae (C.Presl) Ching (последнее довольно часто включают в состав семейства Pteridaceae). Род насчитывает около двухсот видов.

## Этимология
Латинское название рода происходит от греческих α- — не-, без-, и διαινειν — увлажнять, так как вода легко скатывается с растения, оставляя его сухим.

## Морфология

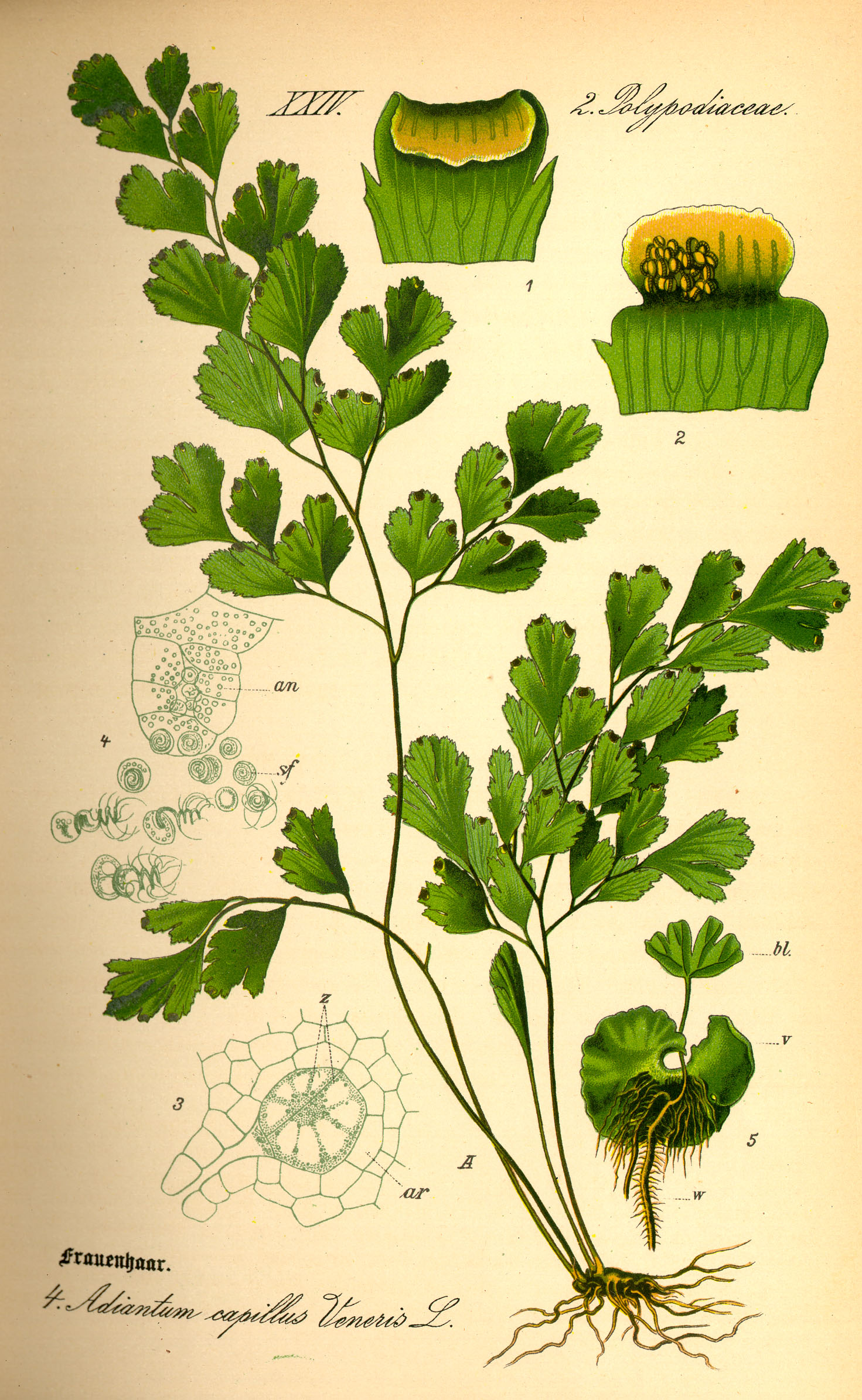
Адиантум венерин волос.

Некрупные наземные папоротники с тонкими ползучими корневищами, покрытыми матовыми коричневыми или чёрными чешуями.
Листья очерёдные или супротивные. Черешки листьев тёмные, блестящие, у основания также с чешуями. Листовая пластинка широкая, гладкая, зелёная, реже сизоватая, сильно рассечённая (однажды-многократно перистая), с расположенными веером обратнояйцевидными, трапециевидными или клиновидными сегментами.
Сорусы со спорангиями круглые, продолговатые или линейные, расположены вдоль жилок на нижней стороне сегментов листа и прикрыты буроватым, плёнчатым ложным покрывальцем, представляющим собой изменённое продолжение краевой лопасти листочка.

## Распространение и экология
Преимущественно тропический род. Выделяются два центра видового разнообразия — в южноамериканских Андах и в Восточной Азии (в частности, китайская флора насчитывает 39 видов рода).
Как правило, виды рода растут на богатых, влажных и в то же время хорошо дренированных почвах; очень характерны для скал по берегам водопадов.
В России встречаются два вида рода: Адиантум венерин волос (Adiantum capillus-veneris L.) (в Британии растёт и в диком виде) и Адиантум стоповидный (Adiantum pedatum L.). Оба принадлежат к числу наиболее широко распространённых видов рода.

### Адиантум венерин волос
В России встречается в нижнем горном поясе Северного Кавказа, в горах Крыма, за пределами России широко распространён в Западной Европе, Средиземноморье, в горах Закавказья, Средней Азии, Малой Азии, Африки, в Северной и Центральной Америке.
Растёт по берегам горных рек и ручьёв, в трещинах скал, у просачивающейся воды, у водопадов.

### Адиантум стоповидный
В пределах России в диком виде растёт на Дальнем Востоке (в Приморье и Приамурье, на юге Сахалина и Курильских островов). Встречается в лиственных и смешанных лесах. Широко культивируется как садовое декоративное растение.

## Виды
По информации базы данных The Plant List (на июль 2016) род включает 171 вид.
- Адиантум венерин волос (Adiantum capillus-veneris L.)
- Адиантум стоповидный (Adiantum pedatum L.)

## В культуре
Требуют высокой влажности воздуха, тепла и неяркого освещения. Более подходят для выращивания в террариуме или притенённой оранжерее, чем в комнате. Одним из самых лёгких для выращивания является адиантум Радди (raddianum) с пленчатыми листочками до 1,3 см длиной и чёрными черешками; примечательны адиантум нежный (tenerum farleyense), адиантум мелкоопушённый (hispidulum) с вильчатыми в основании коричневато-розовыми в молодом возрасте листьями.

## Использование в медицине
Виды рода упоминаются уже в сочинениях Плиния Старшего. Сходство их ажурной листвы с кудрями давало повод древним медикам рекомендовать эти растения для лечения волос. На Кавказе до сих пор моют волосы настоем этого папоротника для придания им блеска.

### Химический состав
Листья (вайи) содержат тритерпеноиды (адиантон и 3α,4α-эпоксифиликан, фернен, изофернен, адипедатол), флавоноиды (глюкозиды, рутинозиды, глюкурониды, сульфаты кемпферола и кверцетина, нарингенин, гликозиды лютеолина), липиды (фосфатидилхолин, триацилглицеролы, диацилглицерилтриметилгомосерин), стероиды (стигмастерин, кампестерин и др.), фенолкарбоновые кислоты и их производные, проантоцианидины, эфирное масло.

### Полезные свойства
Обладает лекарственными свойствами, листья включены в фармакопеи некоторых стран Западной Европы. Водный экстракт проявляет антибактериальную активность. Порошок, настой, отвар, сироп (самостоятельно и в сборах) — мягчительное, отхаркивающее, при болезнях дыхательных путей, жаропонижающее.
В народной медицине употребляется при инфекциях дыхательных путей, болезнях мочевого пузыря, печени и селезёнки, других заболеваниях. В индийской медицине листья, растёртые в пасту, применяются как ранозаживляющее средство, а их сок (в смеси с мёдом) — при гастралгии и респираторных инфекциях, отвар листьев используют как тонизирующее средство. В средневековой медицине Армении отвар листьев рекомендовался при желтухе, мочекаменной болезни, хронической лихорадке, ишиасе, сок (местно) — при злокачественных язвах и как детоксикационное средство при укусах бешеных собак, мазь применялась при болезнях глаз и скрофулёзе. В китайской медицине отвар листьев используется при злоупотреблении алкоголем, табаком, содержит много иода.